# الدانتيل الإدريا
قالب:Expand Slovenian

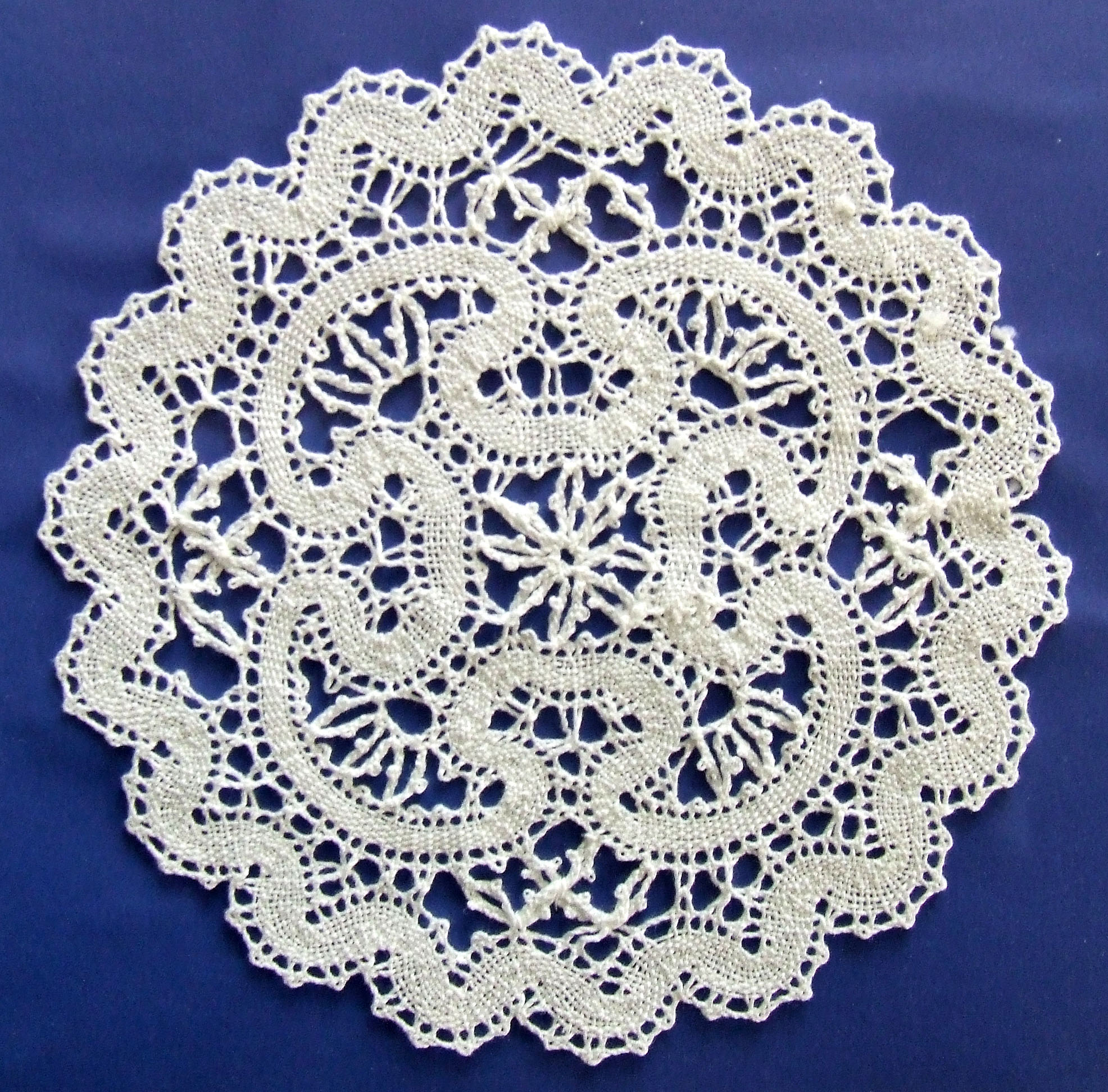
مفرش صغير مصنوع من دانتيل إدريا

دانتيل إدريا هو نوع من الدانتيل البكري الشريط, الأصلي لـ سلوفينيا. يتم صنع الشريط باستخدام البكرات في نفس الوقت الذي يتم فيه صنع باقي الدانتيل، حيث ينحني الشريط على نفسه، ويتم الاتصال به باستخدام خطاف الكروشيه.